# Landl (Styria)
Landl – gmina w Austrii, w kraju związkowym Styria, w powiecie Liezen. Według Austriackiego Urzędu Statystycznego liczyła 2877 mieszkańców (1 stycznia 2015).